# Дискретен сигнал
Дискретен сигнал x(t*) e сигнал, който е дефиниран само в определени моменти t* от времето t. Mоментите t*, в които е дефиниран дискретният сигнал образуват множество, наречено дискретно време. Най-често интервалите между моментите са с еднаква продължителност T, и тогава може да се запише
{\displaystyle x(t^{*})=x(nT)}, където {\displaystyle n\in N} е цяло число (пореден номер на отчета)
В някои случаи интервалът на дискретизация T се пропуска и дискретният сигнал се представя с {\displaystyle x(n)} като функция само на номера на отчета n.
Съществуват сигнали, които по природа са дискретни, например средната денонощна температура за всеки ден от годината, но също така дискретен сигнал може да бъде получен чрез отчитане на моментните стойности (вземане на отчети) от зададен аналогов сигнал в определени моменти от време.
Цифров сигнал е дискретен сигнал, чиито стойности не могат да бъдат произволни, а принадлежат към зададено дискретно множество. Наименованието „цифров“ произлиза от представянето на стойностите на сигнала с цифри, т.е. с краен брой разряди в избрана бройна система. От това следва, че цифровите сигнали са дискретни както по време, така и по ниво и могат да бъдат получени посредством квантуване по ниво на дискретни сигнали.